# Электронно-цифровая система управления двигателем
Электронно-цифровая система управления двигателем (ЭСУД) с полной ответственностью (англ. full authority digital engine control system, FADEC) — система автоматизированного управления параметрами впрыска топлива, воздуха и зажигания в работе авиадвигателя для поддержания оптимальных характеристик работы авиадвигателя с минимальным расходом топлива.
В качестве примера можно привести ЭСУД двигателя ПС-90, устанавливаемого на самолёты Ил-96 и Ту-204; комплексный электронный регулятор КРД-96 для двигателя 96ФП, устанавливаемого на Су-30МКИ или Су-30МКМ; КРД-99Ц для двигателей типа АЛ-31Ф на Су-27, Су-30 различных модификаций; ЭСУД двигателя CFM-56-5, используемого в семействе самолётов Airbus-320.
ЭСУД состоит из двухканального электронного управляющего модуля (ECU), гидромеханического модуля (HMU) и выделенных сенсоров.
ECU получает сигналы частоты вращения ротора двигателя, сигналы о давлении и температуре внутри двигателя. Эти сигналы вместе с сигналами от самолётной системы управления двигателем используются для отслеживания и вырабатывания управляющих сигналов для смонтированных на двигателе механизмов, обеспечивая:
- Работу автомата тяги и управление тягой двигателя.
- Управление расходом топлива.
- Автоматический и ручной запуск двигателя.
- Поддержание малого газа.
- Управление временем приёмистости и сброса газа.
- Управление потоком воздуха в компрессоре (за счёт поворотных лопаток статора и клапанов перепуска воздуха).
- Активное управление зазором между ротором и статором каждой из турбин (высокого давления и низкого давления) двигателя.
- Управление системой охлаждения масла (топливо-масляным радиатором со сбросом топлива в крыльевой бак) электрического генератора со встроенным приводом (IDG).
- Управление системой реверса тяги.

Электронный модуль также обеспечивает защиту от превышения наибольших допустимых частот вращения вентилятора, турбокомпрессора и от помпажа двигателя.
Сигналы о главных параметрах работы двигателя вырабатываются этим же модулем и пересылаются средствам отображения на дисплеях в кабине пилотов.
ЭСУД обеспечивается электропитанием от выделенного генератора переменного тока (с возбуждением от постоянного магнита), расположенного на коробке приводов двигателя. Также возможно питание от самолётной сети постоянного тока напряжением 28 вольт в случаях, когда питание от выделенного генератора недоступно, для запуска двигателя и как запасное питание для проверок двигателя без запуска.